# Stade montois basket féminin
Pour les articles homonymes, voir Stade montois.
Le Stade montois basket féminin est un club féminin français de basket-ball évoluant en Prénationale féminine, 6e division du championnat de France. Cette section du Stade montois omnisports est basée dans la ville de Mont-de-Marsan.

## Historique
Le club a évolué dans l'élite au cours des années 1970, participant même à la Coupe Ronchetti.

## Joueurs et personnalités du club

### Entraîneurs
- Hélène Requena

### Joueuses célèbres ou marquantes
- Élisabeth Riffiod
- Hélène Requenna
- Delhoume Armelle (internationale)